# Paragon Estates
Paragon Estates es un lugar designado por el censo ubicado en el condado de Boulder en el estado estadounidense de Colorado. En el Censo de 2010 tenía una población de 928 habitantes y una densidad poblacional de 209,17 personas por km².

## Geografía
Paragon Estates se encuentra ubicado en las coordenadas 39°58′52″N 105°10′56″O / 39.98111, -105.18222. Según la Oficina del Censo de los Estados Unidos, Paragon Estates tiene una superficie total de 4.44 km², de la cual 4.41 km² corresponden a tierra firme y (0.64%) 0.03 km² es agua.

## Demografía
Según el censo de 2010, había 928 personas residiendo en Paragon Estates. La densidad de población era de 209,17 hab./km². De los 928 habitantes, Paragon Estates estaba compuesto por el 95.47% blancos, el 0.32% eran afroamericanos, el 0.22% eran amerindios, el 3.13% eran asiáticos, el 0% eran isleños del Pacífico, el 0.22% eran de otras razas y el 0.65% pertenecían a dos o más razas. Del total de la población el 3.34% eran hispanos o latinos de cualquier raza.